# 熊野石蔵美術館
熊野石蔵美術館（くまのいしぐらびじゅつかん）は、三重県熊野市にある個人美術館である。

## 概要
田垣内友吉の作品のほか、中川一政の作品や明治時代以降の民具などを収蔵展示。友吉の孫、田垣内康夫が2001年（平成13年）に開館、館長を務める。見学には予約が必要。建物は石造りの蔵を改装したもので、築100年以上たっており、2002年（平成14年）には国の登録有形文化財に登録されている。登録名称は田垣内家住宅石蔵（たがいとけじゅうたくいしぐら）。
- 開館時間：9:00 - 17:00
- 開館日：土・日曜日、祝祭日（要電話予約）
- 入館料：無料
  - 所在地：熊野市五郷町桃崎345

## 田垣内家住宅石蔵
美術館の登録文化財としての名称。地上2階建て、1辺5m四方と小ぶりながら、石造りで重厚感がある。正確な建築年代は不明であるが、明治時代初期の建築とされ、石には地元産の「熊野花崗岩」を使用する。三重県に甚大な被害をもたらした1944年（昭和19年）の東南海地震でもひび1つ入らなかった丈夫な建物である。
1階が生活道具など、2階が田垣内友吉や中川一政の作品の展示スペースとなっている。

## アクセス
- 三重交通桃崎バス停徒歩5分[1]
- 最寄り駅：JR東海熊野市駅・大泊駅